# Nicki Micheaux
Nicki Micheaux (Detroit (Michigan), 28 november 1971) is een Amerikaans actrice.

## Privé
Micheaux is vanaf 2000 getrouwd en heeft uit dit huwelijk een zoon en een dochter.

## Filmografie

### Films
Uitgezonderd korte films.
- 2021 Lazarus - als Nina Jacobs
- 2017 Lowlife - als Crystal
- 2014 The Pact II - als Eileen Carver
- 2014 The Trials of Cate McCall - als administratrice
- 2008 Rain – als Glory
- 2006 God's Waiting List – als Teresa Corbin
- 2005 Their Eyes Were Watching God – als Phoebe Watson
- 2004 The Ranch – als Velvet
- 2003 With of Without You – als Rochelle
- 2002 The Trial – als Mrs. Howard
- 1998 Ringmaster – als Leshawnette
- 1998 Where's Marlowe? – als Caroline
- 1998 My Giant – als P.A. Jeannie
- 1998 Sweet Jane – als Martielle
- 1998 The Prophecy II – als rechercheur Kriebel
- 1998 The Replacement Killers – als technicus
- 1997 Murder Live! – als jongedame
- 1996 The Cold Equations – als grondbediende

### Televisieseries
Uitgezonderd eenmalige gastrollen.
- 2021 NCIS: Los Angeles - als DOJ special agente Effie Carlson - 4 afl.
- 2019-2020 In the Dark - als Nia Bailey - 18 afl.
- 2019 Shameless - als Michelle 'Shelly' Demeter - 3 afl.
- 2019 Good Trouble - als Sandra Thompson - 8 afl.
- 2018-2019 S.W.A.T. - als Leah Jankins - 4 afl.
- 2019 Chicago P.D. - als Alicia Price - 2 afl.
- 2018 Colony - als Michelle - 4 afl.
- 2016 Animal Kingdom - als rechercheur Sandra Yates - 6 afl.
- 2007-2009 Lincoln Heights – als Jennifer Sutton – 42 afl.
- 2004 The Shield – als rechercheur Trish George – 7 afl.
- 2003 Murder Investigation – als Emma Guzman – 2 afl.
- 2002 Six Feet Under – als Karla – 5 afl.
- 2001-2002 Soul Food – als Lila – 6 afl.
- 2001 Philly – als Shayna – 2 afl.
- 2000 Felicity – als Al-Anon Leidster – 3 afl.
- 2000 City of Angels – als Verlynne – 2 afl.

- International Standard Name Identifier: 0000 0001 0453 223X
- Library of Congress Control Number: no2010169393
- Virtual International Authority File: 156370241
- WorldCat: E39PBJyhhFwvCM9p69CbtMGrbd